# Clyde (Nova York)
Clyde és una vila del Comtat de Wayne (Nova York) als Estats Units d'Amèrica.

## Demografia
Segons el cens dels Estats Units del 2000 Clyde tenia 2.269 habitants, tenia 2.269 habitants, 859 habitatges, i 601 famílies. La densitat de població era de 396,4 habitants/km².
Dels 859 habitatges en un 35,4% hi vivien nens de menys de 18 anys, en un 49,2% hi vivien parelles casades, en un 13,7% dones solteres, i en un 30% no eren unitats familiars. En el 26,1% dels habitatges hi vivien persones soles el 15,8% de les quals corresponia a persones de 65 anys o més que vivien soles. El nombre mitjà de persones vivint en cada habitatge era de 2,61 i el nombre mitjà de persones que vivien en cada família era de 3,09.
Per edats la població es repartia de la següent manera: un 27,9% tenia menys de 18 anys, un 7,5% entre 18 i 24, un 28,1% entre 25 i 44, un 19,6% de 45 a 60 i un 16,9% 65 anys o més.
L'edat mediana era de 36 anys. Per cada 100 dones de 18 o més anys hi havia 88,3 homes.
La renda mediana per habitatge era de 31.053 $ i la renda mediana per família de 41.518 $. Els homes tenien una renda mediana de 33.553 $ mentre que les dones 25.347 $. La renda per capita de la població era de 15.211 $. Entorn del 7,5% de les famílies i el 10,6% de la població estaven per davall del llindar de pobresa.